# Liptovská Lúžna
Liptovská Lúžna es un municipio del distrito de Ružomberok en la región de Žilina, Eslovaquia, con una población estimada a final del año 2024 de 2701 habitantes.
Se encuentra ubicado al sur de la región, cerca del curso alto del río Váh (cuenca hidrográfica del Danubio) y de la frontera con la región de Banská Bystrica.

## Demografía
| Año        | 1994 | 2004    | 2014    | 2024    |
| ---------- | ---- | ------- | ------- | ------- |
| Población  | 3066 | 2973    | 2851    | 2701    |
| Diferencia |      | −3,03 % | −4,10 % | −5,26 % |

| Año        | 2023 | 2024    |
| ---------- | ---- | ------- |
| Población  | 2728 | 2701    |
| Diferencia |      | −0,98 % |